# Cantó de Guiscard
El cantó de Guiscard és un cantó francès del departament de l'Oise, situat al districte de Compiègne. Té 20 municipis i el cap és Guiscard.

## Municipis
- Beaugies-sous-Bois
- Berlancourt
- Bussy
- Campagne
- Catigny
- Crisolles
- Flavy-le-Meldeux
- Fréniches
- Frétoy-le-Château
- Golancourt
- Guiscard
- Libermont
- Maucourt
- Muirancourt
- Ognolles
- Le Plessis-Patte-d'Oie
- Quesmy
- Sermaize
- Solente
- Villeselve

## Història
| Data d'elecció                           | Identitat         | Partit                                           | Qualitat |
| ---------------------------------------- | ----------------- | ------------------------------------------------ | -------- |
| 1945-1949                                | M. Villette       | SFIO                                             |          |
| 1949-1967                                | M. Proisy         | RPF, després Divers droite                       |          |
| 1967-1979                                | M. Carrière       | Divers droite                                    |          |
| 1979-2004                                | Jean-Louis Coqset | PS, després divers gauche, després divers droite |          |
| 2004-2011                                | Gérard Lecomte    | PS                                               |          |
| 2011-                                    | Thibaut Delavenne | PRG                                              |          |
| les dades anteriors no són pas conegudes |                   |                                                  |          |
|                                          |                   |                                                  |          |

## Demografia
| A partir de 1990: Població sense dobles comptes |